# Litteraturåret 1889

## Priser och utmärkelser
- Kungliga priset – Gustaf Björlin

## Nya böcker

### A – G
- Det yttersta vapnet av Jules Verne
- Dikter av Jonas Lie
- Endymion av Verner von Heidenstam
- En yankee vid kung Arthurs hov av Mark Twain[1]

### H – N
- I vind och motvind av Amanda Kerfstedt
- Nemesis av Alfred Nobel

### O – U
- Renässans av Verner von Heidenstam
- Resan till världens ända av Hallvard Bergh
- Stark som döden av Guy de Maupassant
- Undersökningar i germansk mythologi (2:a delen) av Viktor Rydberg
- Ur lifvet III:II av Anne Charlotte Leffler

### V – Ö
- Vår! av Alfhild Agrell

## Födda
- 15 januari – Walter Serner död 1942, österrikisk författare och dadaist.
- 7 april – Gabriela Mistral (död 1957), chilensk författare, nobelpristagare 1945.
- 8 april – Albert Viksten (död 1969), svensk författare.
- 5 juli – Jean Cocteau (död 1963), fransk dramatiker, poet, konstnär och filmskapare.
- 17 juli – Erle Stanley Gardner (död 1970), amerikansk författare.
- 13 augusti – Bertil Malmberg (död 1958), svensk författare, översättare och ledamot av Svenska Akademien.
- 13 september – Pierre Reverdy (död 1960), fransk poet, essäist, romanförfattare och novellist.
- 14 november – Harald Victorin (död 1960), svensk författare, översättare och filmregissör.

## Avlidna
- 15 juni – Mihai Eminescu, 49, rumänsk senromantisk poet.
- 25 oktober – Émile Augier, 69, fransk dramatiker och författare.

### Fotnoter
1. ↑  ”World Cat”. http://www.worldcat.org/title/a-connecticut-yankee-in-king-arthurss-court/oclc/670437354&referer=brief_results. Läst 13 april 2011.